# Матрос Железняк
«Матрос Железняк» — радянський двосерійний телефільм 1985 року, знятий режисером Віталієм Дудіним на Одеській кіностудії.

## Сюжет
Біографічний телефільм про діяча громадянської війни Анатолія Железнякова.

## У ролях
- Анатолій Котенєв — Анатолій Железняк
- Олександр Потапов — Петро Дмитрович Наумов
- Борис Борисов — Дибенко
- Галина Макарова — Марія Павлівна, мати Железняка
- Марина Яковлєва — Любка
- Юрій Муравицький — Керенський
- В'ячеслав Глушков — матрос Гусєв
- Бадрі Какабадзе — Васо Кіквідзе (озвучив Ігор Єфімов)
- Андрій Тенетко — Черкунов
- Анна Ісайкіна — Олена
- Олександр Яковлєв — Носкович, червоний командир
- Олександр Бондаренко — робітник судноремонтного заводу
- Олександр Безпалий — боцман
- Ігор Грінштейн — офіцер
- Віталій Дорошенко — Федот (Федор) Михайлович Оніпко
- Валерій Мотренко — радник Керенського
- Віктор Плотников — тюремник
- Микола Сльозка — начальник в'язниці
- Володимир Січкар — офіцер у військово-фельдшерській школі
- Володимир Талашко — капітан корабля
- Ігор Шелюгін — капітан корабля (озвучив Ігор Єфімов)
- Василь Яковець — робітник
- Юрій Вотяков — матрос
- Михайло Горносталь — штабс-капітан
- Олександр Денисов — Кудюков, червоний командир
- Віктор Ласкевич — червоний командир
- Іван Мацкевич — білокозак
- Володимир Міняйло — білий офіцер
- Володимир Наумцев — білий офіцер-артилерист
- Віктор Піменов — військовий старшина
- Ігор Пушкарьов — Єгор
- Андрій Фільков — матрос
- Ігор Черницький — Петров
- Петро Шидивар — білокозак
- Леонід Анісімов — робітник
- Валерій Бассель — агітатор
- Василь Векшин — інтендант
- Георгій Дерев'янський — робітник
- Андрій Думініка — татусь біля в'язниці
- В. Запуніді — помічник капітана
- Сергій Зінченко — козак
- Віктор Козачук — вартовий
- Юрій Лопарєв — Стоценко
- Леонід Маренніков — літній матрос
- Сергій Пожогін — старший лейтенант флоту
- Марк Толмачов — тюремник
- Олег Федулов — козак
- Ельвіра Хомюк — тітка на мітингу
- Федір Шмаков — матрос

## Знімальна група
- Режисер-постановник — Віталій Дудін
- Сценарист — Євгенія Рудих
- Оператор-постановник — Геннадій Карюк
- Композитор — Володимир Рябов
- Художник-постановник — Лариса Токарєва